# 미쓰이시정 (홋카이도)
미쓰이시정(일본어: 三石町)은 일본 홋카이도 히다카 지청 관내에 설치되었던 정이다.

## 지리
히다카 지청 해안 중부에 위치한다. 북부는 히다카 산맥에서 유래한 산악지대. 남부는 태평양에 접해 있다. 

## 역사
- 1906년 - 아바후촌, 베보쓰촌, 게리마이촌, 우타후헤촌이 합병해, 2급정촌제 시행으로 미쓰이시군 미쓰이시촌이 되었다.
- 1938년 - 1급정촌제를 시행하였다.
- 1951년 - 정으로 승격해 미쓰이시정이 되었다.

니캇푸정, 시즈나이정과 합병을 협의, 당초 시 승격 예정으로 신시 명칭은 '히다카시'로 결정됐다. 이후 신히다카정에서 합병 시기를 연기해 달라는 요청이 있었고, 협의 결과 3개 마을의 합병 협의는 중단됐다. 시즈나이쵸와는 새롭게 협의회를 설치하고, 신도시 명칭을 '신히다카정'으로 결정되어, 합병일을 2006년 3월 31일로 합의에 이루었다. 

## 교통

### 철도
- 홋카이도 여객철도 히다카 본선

### 도로
- 국도 235호선